# Sveriges näringsminister
Sveriges näringsminister, formellt statsråd och chef för Klimat- och näringslivsdepartementet, utses i likhet med övriga ministrar av Sveriges statsminister och ingår i Sveriges regering. Näringsministern ingår i den grupp av statsråd som är departementschefer. Nuvarande näringsminister är Ebba Busch.
Efter valet 1968 inrättades ämbetet som industriminister, vilken var chef för det samtidigt inrättade Industridepartementet. Industriministerns frågor hade tidigare sorterat under handelsministern. Efter regeringen Bildts tillträde 1991 ändrades namnet till näringsminister. Denne är sedan dess chef för Näringsdepartementet, förutom åren 1996-1998 då namnet var Närings- och handelsdepartementet. Thage G. Peterson har innehaft ämbetet längst tid, 5 år och 359 dagar.

## Lista över Sveriges näringsministrar

### Industriministrar 1969–1991
| Namn        | Namn              | Bild | Födelse                                                   | Tillträde         | Frånträde         | Död                           | Politisk tillhörighet | Regering     | Källor |
| ----------- | ----------------- | ---- | --------------------------------------------------------- | ----------------- | ----------------- | ----------------------------- | --------------------- | ------------ | ------ |
|             | Krister Wickman   |      | 13 april 1924 i Stockholm                                 | 1 januari 1969    | 30 juni 1971      | 10 september 1993 i Stockholm | Socialdemokraterna    | Erlander III |        |
| Palme I     | Krister Wickman   |      | 13 april 1924 i Stockholm                                 | 1 januari 1969    | 30 juni 1971      | 10 september 1993 i Stockholm | Socialdemokraterna    |              |        |
|             | Rune B. Johansson |      | 12 februari 1915 i Växjö i Småland                        | 30 juni 1971      | 8 oktober 1976    | 18 mars 1982                  | Socialdemokraterna    |              |        |
|             | Nils G. Åsling    |      | 15 december 1927 i Alsen i Krokom i Jämtland              | 8 oktober 1976    | 18 oktober 1978   | 12 augusti 2017               | Centerpartiet         | Fälldin I    |        |
|             | Erik Huss         |      | 23 juli 1913 i Stockholm                                  | 18 oktober 1978   | 12 oktober 1979   | 2 mars 2010                   | Folkpartiet           | Ullsten      |        |
|             | Nils G. Åsling    |      | 15 december 1927 i Alsen i Krokom i Jämtland              | 12 oktober 1979   | 8 oktober 1982    | 12 augusti 2017               | Centerpartiet         | Fälldin II   |        |
| Fälldin III | Nils G. Åsling    |      | 15 december 1927 i Alsen i Krokom i Jämtland              | 12 oktober 1979   | 8 oktober 1982    | 12 augusti 2017               | Centerpartiet         |              |        |
|             | Thage G. Peterson |      | 24 september 1933 i Bergs socken i Växjö i Småland        | 8 oktober 1982    | 30 september 1988 |                               | Socialdemokraterna    | Palme II     |        |
| Carlsson I  | Thage G. Peterson |      | 24 september 1933 i Bergs socken i Växjö i Småland        | 8 oktober 1982    | 30 september 1988 |                               | Socialdemokraterna    |              |        |
|             | Ingvar Carlsson   |      | 9 november 1934 i Borås                                   | 30 september 1988 | 4 oktober 1988    |                               | Socialdemokraterna    |              |        |
|             | Ivar Nordberg     |      | 18 december 1933 i Njurunda socken i Sundsvall i Medelpad | 4 oktober 1988    | 11 januari 1990   | 17 juni 2014                  | Socialdemokraterna    |              |        |
|             | Rune Molin        |      | 11 februari 1931 i Svenneby i Bohuslän                    | 12 januari 1990   | 4 oktober 1991    | 26 augusti 2011               | Socialdemokraterna    |              |        |
| Carlsson II | Rune Molin        |      | 11 februari 1931 i Svenneby i Bohuslän                    | 12 januari 1990   | 4 oktober 1991    | 26 augusti 2011               | Socialdemokraterna    |              |        |
|             | Per Westerberg    |      | 2 augusti 1951 i Nyköping i Södermanland                  | 4 oktober 1991    | 21 oktober 1991   |                               | Moderaterna           | C. Bildt     |        |
| Namn        | Namn              | Bild | Födelse                                                   | Tillträde         | Frånträde         | Död                           | Politisk tillhörighet | Regering     | Källor |

### Näringsministrar 1991–
| Namn       | Namn                     | Bild | Födelse                                                     | Tillträde         | Frånträde         | Död | Politisk tillhörighet | Regering     | Källor |
| ---------- | ------------------------ | ---- | ----------------------------------------------------------- | ----------------- | ----------------- | --- | --------------------- | ------------ | ------ |
|            | Per Westerberg           |      |                                                             | 22 oktober 1991   | 7 oktober 1994    |     | Moderaterna           | C. Bildt     |        |
|            | Sten Heckscher           |      | 29 juli 1942 i Stockholm                                    | 7 oktober 1994    | 5 februari 1996   |     | Socialdemokraterna    | Carlsson III |        |
|            | Jörgen Andersson         |      | 22 augusti 1946                                             | 5 februari 1996   | 22 mars 1996      |     | Socialdemokraterna    | Carlsson III |        |
|            | Anders Sundström         |      | 26 juli 1952 i Hudiksvall i Hälsingland                     | 22 mars 1996      | 7 oktober 1998    |     | Socialdemokraterna    | Persson      |        |
|            | Björn Rosengren          |      | 14 april 1942 i Stockholm                                   | 7 oktober 1998    | 15 oktober 2002   |     | Socialdemokraterna    | Persson      |        |
|            | Mona Sahlin              |      | 9 mars 1957 i Sollefteå i Ångermanland                      | 15 oktober 2002   | 21 oktober 2002   |     | Socialdemokraterna    | Persson      |        |
|            | Leif Pagrotsky           |      | 20 oktober 1951 i Göteborg                                  | 21 oktober 2002   | 21 oktober 2004   |     | Socialdemokraterna    | Persson      |        |
|            | Thomas Östros            |      | 26 januari 1965 i Malmberget i Gällivare i Lappland         | 21 oktober 2004   | 6 oktober 2006    |     | Socialdemokraterna    | Persson      |        |
|            | Maud Olofsson            |      | 9 augusti 1955 i Arnäs socken i Örnsköldsvik i Ångermanland | 6 oktober 2006    | 29 september 2011 |     | Centerpartiet         | Reinfeldt    |        |
|            | Annie Lööf               |      | 16 juli 1983 i Maramö i Småland                             | 29 september 2011 | 3 oktober 2014    |     | Centerpartiet         | Reinfeldt    |        |
|            | Mikael Damberg           |      | 13 oktober 1971 i Solna, Stockholms län                     | 3 oktober 2014    | 21 januari 2019   |     | Socialdemokraterna    | Löfven I     |        |
|            | Ibrahim Baylan           |      | 15 mars 1972 i Salah, Mardin, Turkiet                       | 21 januari 2019   | 30 november 2021  |     | Socialdemokraterna    | Löfven II    |        |
| Löfven III | Ibrahim Baylan           |      | 15 mars 1972 i Salah, Mardin, Turkiet                       | 21 januari 2019   | 30 november 2021  |     | Socialdemokraterna    |              |        |
|            | Karl-Petter Thorwaldsson |      | 26 december 1964 i Kosta, Kronobergs län                    | 30 november 2021  | 18 oktober 2022   |     | Socialdemokraterna    | Andersson    |        |
|            | Ebba Busch               |      | 11 februari 1987 i Gamla Uppsala                            | 18 oktober 2022   |                   |     | Kristdemokraterna     | Kristersson  |        |
| Namn       | Namn                     | Bild | Födelse                                                     | Tillträde         | Frånträde         | Död | Politisk tillhörighet | Regering     | Källor |

## Biträdande industri-/näringsministrar
När den nya svenska författningen trädde i kraft 1974 försvann officiellt de så kallade konsultativa statsråden och ersattes av benämningen statsråd. Det eller de statsråd i näringsdepartementet som inte samtidigt är departementschefer kallas inofficiellt biträdande näringsminister.
Bakom titeln biträdande näringsminister döljer sig flera varianter av ministertitlar, såsom arbetslivsminister, energiminister, handelsminister, infrastrukturminister, IT-minister, regionminister och så vidare. Gemensamt för de flesta är att de inte täcker in hela ministerns verksamhetsområden utan bara en del, oftast det dominerande ansvarsfältet. I regeringen 2019 finns titeln landsbygdsminister knuten till näringsdepartementet.
Den förste som utnämndes till biträdande industriminister var centerpartisten Olof Johansson som 1976 blev energiminister.
Det enda statsråd vid Näringsdepartementet (då Industridepartementet) som enbart har haft titeln "biträdande industriminister" är Roine Carlsson som hade den positionen i Olof Palmes regering 1982–1985.